# إتسهويه
اتسهوهه (بالألمانية: Itzehoe) هي بلدة ألمانية تقع في ألمانيا في شليسفيغ هولشتاين.

## المدن التوأمة
مدن Cirencester، La Couronne، Pasłęk ومالشين هي مدن توأمة لـاتسهوهه.

## أعلام
- أنغا جاكوبس
- أولاف بيرنر
- جاكوب هينريتش هرمان شوارتز
- بيتر كريستوف هيغمان
- إتش. جي. فرنسيس